# Klaus Dierks (Bauingenieur, 1936)
Karl Otto Ludwig Klaus Dierks (* 19. Februar 1936 in Berlin; † 17. März 2005 in Windhoek) war ein aus Deutschland stammender namibischer Verkehrsplaner und Politiker.

## Leben
Die Schulzeit verbrachte Dierks in Zeuthen, Schulpforta, Eichwalde und Berlin-Schöneberg. Klaus Dierks studierte danach Bauingenieurwesen und Geschichte an der TU Berlin mit Abschluss zum Diplom-Ingenieur 1963. Seit dem Sommersemester 1958 war er Mitglied der Berliner Burschenschaft Allemannia (seit 1993 Burschenschaft Redaria-Allemannia Rostock).
Er promovierte 1992 an der Technischen Universität Berlin zum Doktor der Ingenieurwissenschaften mit einer Arbeit unter dem Titel Technical Aspects for Appropriate Low-Volume Roads in Namibia. Direkt nach seinem Diplomabschluss nahm Dierks als Ingenieur eine Tätigkeit im namibischen Staatsdienst auf und hatte beim Straßenbauamt (Department of Transport) seit 1965 maßgeblichen Einfluss auf das entstehende Straßennetz des Landes.
Seit 1982 war Dierks Mitglied der SWAPO (später Mitglied des SWAPO-Zentralkomitees) und setzte sich stark für ein „Südafrika-unabhängiges Verkehrssystem“ ein: erst beim Straßenbauamt, später durch sein eigenes Ingenieurbüro Namibia Consult Incorporated. Aufgrund seiner Teilnahme am Unabhängigkeitskampf Namibias auf Seiten der SWAPO wurde er von der aus Pretoria beeinflussten Interimsregierung in South West Africa/Namibia nach 22 Jahren als Ingenieur im öffentlichen Sektor seines Landes aus dem Staatsdienst entlassen. Dierks saß von 1990 bis 2005 in der Nationalversammlung.
Zudem wirkte er im Vorstand der im November 1986 in Windhoek gegründeten Organisation Namibia Peace Plan 435 (NPP) mit, ohne jedoch dabei einen eigenen Aufgabenbereich zu leiten. Er war eines der Gründungsmitglieder.
Klaus Dierks lebte bis zu seinem Tod mit Ehefrau Karen von Bremen und seinen vier Kindern in Windhoek.

## Regierungsämter
Ab 1990 (Unabhängigkeit Namibias) hatte Dierks verschiedene Regierungsämter und Aufsichtsratsvorsitze in Namibia inne, u. a.
- 1990–1995 Vizeminister im namibischen Ministerium für Öffentliche Arbeiten, Verkehr und Kommunikation
- 1995–2000 Vizeminister im namibischen Ministerium für Bergbau und Energie

- namibische Energieregulierungsbehörde Electricity Control Board
- TransNamib (namibische Eisenbahngesellschaft).

## Publikationen (Auswahl)
Dierks schrieb eine Reihe wissenschaftlicher Veröffentlichungen:
- Entwicklung eines optimierten Straßensystems im unabhängigen Namibia
- Die Siedlungen der ǁKhauxaǃnasKlicklaut
- Über die Geschichte Namibias
- Datenbank namibischer Biografien
- 36 weitere Veröffentlichungen im Bereich Verkehrswesen und Telekommunikation